# Sonhei Que Tava Me Casando
"Sonhei Que Tava Me Casando" é uma canção do cantor brasileiro Wesley Safadão. Foi lançada nas plataformas digitais no dia em 18 de setembro de 2017 pela Som Livre, e depois como quarto single do álbum WS In Miami Beach nas rádios em 5 de dezembro.

## Videoclipe
O videoclipe da música foi gravado no dia 21 de agosto de 2017 em São Paulo. Dirigido por Mess Santos, o elenco apresenta Rafael Cortez, Laryssa Dias, Lore Improta e Tirullipa. O lançamento ocorreu em 11 de setembro no Vídeo Show da Rede Globo e em seguida no canal oficial do cantor no YouTube. No mesmo dia, à noite, Wesley apresentou o programa TVZ do Multishow e o clipe foi reproduzido novamente.
“Estou muito feliz com o resultado desse projeto. Apesar de ter gravado em Miami, essa música merecia um clipe. A galera vai gostar e se divertir”, comentou Wesley Safadão.

### Enredo
A trama tem como enredo o bom humor e traz o personagem de um homem, interpretado por Rafael Cortez, que sonha com o dia do seu casamento. Ao despertar, o protagonista se sente aliviado por aquilo não ser real e chega à conclusão que a vida de casado é boa, mas a de solteiro é melhor ainda.

### Paródias
A paródia mais famosa foi lançada em outubro de 2017 pelo comediante Tirullipa, que também participou do projeto original. Intitulada "Sonhei Que Tava Me Cagando", foi postada em seu canal do YouTube. Motivo de muita risada entre os fãs, foi divulgada pelo próprio Wesley Safadão em suas redes sociais. Em uma entrevista no Conversa com Bial da Rede Globo, o humorista se apresentou cantando a paródia acompanhado da banda do programa.

## Apresentações ao vivo
A música estreou no repertório de shows do cantor em 3 de junho de 2017 durante apresentação no festival Garota VIP, em Maceió. Executou a canção em sua participação no Show da Virada em 31 de dezembro de 2017 na Rede Globo.

## Coreografias
Vários canais do YouTube fizeram vídeos fazendo coreografias para a música. Entre os melhores estão: FitDance, Cia. Daniel Saboya e Lore Improta, que também participou do clipe.

## Faixas e formatos
"Sonhei Que Tava Me Casando" foi lançada como single em streaming e para download digital, contendo somente a faixa, com duração total de dois minutos e quarenta e um segundos.
| Streaming e download digital |                              |                                                                            |         |  |
| N.º                          | Título                       | Compositor(es)                                                             | Duração |  |
| 1.                           | "Sonhei Que Tava Me Casando" | Gabriel do Cavaco Shylton Fernandes Montenegro Henrique Casttro Elvis Alan | 2:41    |  |

## Desempenho comercial
De acordo com a Billboard Brasil, foi a décima nona canção mais executada nas rádios brasileiras. O videoclipe ultrapassou os 100 milhões de visualizações no YouTube em 15 de dezembro de 2017. Atualmente está com mais de 160 milhões. A música também se destacou na parada de singles digitais do iTunes Store, atingindo em 11 de fevereiro de 2018, a posição trinta e dois.

## Desempenho nas tabelas musicais

### Posições
| Tabela musical (2017)                                  | Melhor posição |
| ------------------------------------------------------ | -------------- |
| Brasil (Billboard Brasil Hot 100 Airplay)              | 19             |
| Brasil (Billboard Brasil Regional Fortaleza Hot Songs) | 2              |

## Histórico de lançamento
| Região | Data                   | Formato(s)       | Gravadora |
| ------ | ---------------------- | ---------------- | --------- |
| Brasil | 11 de setembro de 2017 | Videoclipe       | Som Livre |
| Brasil | 18 de setembro de 2017 | Download digital | Som Livre |
| Brasil | 5 de dezembro de 2017  | Airplay          | Som Livre |

## Créditos

### Música
Todos os dados abaixo foram retirados do site oficial do artista.
- Produção musical: Wesley Safadão, Rod Bala e Jeimes Teixeira
- Composição: Gabriel do Cavaco, Shylton Fernandes, Montenegro, Henrique Casttro e Elvis Alan
- Rod Bala e Rafinha Batera: bateria
- João Paulo: teclados
- Jeimes Teixeira: violão
- Marcos Rodrigues: guitarra
- Guilherme Santana: baixo
- Berg Félix: sanfona
- Everardo Messi: percussão
- Itaro Tito: trombone
- Hilton Lima: trompete
- Paulo Queiroz (Bob): saxofone
- Arantes Rodrigues e Lidiane Castro: vocais de apoio

### Videoclipe
Todos os dados abaixo foram retirados da ficha técnica presente na descrição do vídeo no YouTube.
- Direção: Mess Santos
- Direção de Fotografia: Mess Santos e Phill Mendonça
- Assistente de Direção: Nathalia Bacci
- Produção Geral: Ivo Neto
- Assistente de Produção: Livia Xavier
- Produção de Set: Victor Xavier
- Direção de Arte: Beatriz Ropaf
- Ass. de Arte:  Victor Firmino
- Figurino: Alzira Calhau
- Assistentes de Figurino: Carol Sabino
- Make / Hair: Patricia Mônaco
- Assistentes de Make / Hair: Silvia Brito e Juliane Palesel
- Gaffer: Juan Huanca e Sergio Pinho
- Ass. de Gaffer: Jefferson Tenorio e Thiago Abreu
- Assistentes de Câmeras: Paulo Del Angelo e Mateus Martins
- Foguista: Wilson Roberto
- Produtora: Movie 3 Filmes
- Participações especiais: Rafael Cortez, Laryssa Dias, Lore Improta e Tirullipa